# Noly
Manuel Afonso Mederos (Las Palmas de Gran Canaria, España, 27 de abril de 1949) fue un futbolista español que se desempeñaba como defensa.

## Clubes
| Club             | País   | Año       |
| ---------------- | ------ | --------- |
| U. D. Las Palmas | España | 1972-1982 |
| C. D. Tenerife   | España | 1982-1985 |
| U. D. Telde      | España | 1985-1988 |